# 长征八号甲运载火箭
长征八号甲运载火箭（又名长征八号改运载火箭）是中国航天科技集团一院研制的中型液氧煤油液体燃料运载火箭，于2025年2月11日在文昌航天发射场成功首飞。
长征八号甲运载火箭由长征八号运载火箭改进而来，将长征八号所使用的3米直径氢氧上面级替换为3.35米直径通用氢氧末级，从而提高了运力，700公里太阳同步轨道运载能力达到7吨级。

## 技术特性
长征八号甲运载火箭沿用了长征八号的芯一级和助推器，芯二级则采用了新研制的3.35米直径通用氢氧末级。该新型末级采用新型膨胀循环氢氧发动机YF-75DA，其推力在YF-75D发动机基础上提升超过10%，重量却有所减轻，因而大幅提升了推重比，提高了火箭的有效运载能力。
长征八号甲在3.35米直径末级上使用了5.2米直径整流罩，可适应更多种类和更大体积的卫星。
除此之外，长征八号甲还创新地将卫星支架、转接框、仪器舱的功能，整合到一个多功能舱内，成功减重200公斤，提高了火箭运载效率。长征八号甲还采用了新型泡沫夹层共底贮箱和新型电控安溢阀等新技术、新产品、新工艺，提升了运力。

## 发射记录
| 飞行次序           | 火箭序号 | 起飞时间（UTC+8）      | 发射工位                   | 有效载荷                      | 卫星轨道   | 发射结果 | 备注  |
| ------------------ | -------- | ---------------------- | -------------------------- | ----------------------------- | ---------- | -------- | ----- |
| 1                  | 遥一     | 2025年2月11日 17时30分 | 文昌航天发射场 2号工位     | 卫星互联网低轨02组卫星（9颗） | 低地球轨道 | 成功     | [ 4 ] |
| 2                  | 遥三     | 2025年7月30日 15时49分 | 海南商业航天发射场 1号工位 | 卫星互联网低轨06组卫星（9颗） | 低地球轨道 | 成功     | [ 5 ] |
| \| 成功率：100% \| |          |                        |                            |                               |            |          |       |
| 成功率：100%       |          |                        |                            |                               |            |          |       |